# Хапкидо
Хапкидо́ (кор. 합기도?, 合氣道?; хап «объединение» + ки «энергия, сила» + -до «путь»; «Путь объединения энергии») — корейское боевое искусство, на появление которого во многом оказала влияние техника, положенная и в основу айкидо, Дайто-рю Айки-дзюдзюцу. В дальнейшем в него вошли и элементы тхэквондо, тансудо. Хапкидо — относительно молодое боевое искусство, хотя в Южной Корее по числу занимающихся занимает третье место после тхэквондо и дзюдо.

## Основная информация
В хапкидо равно развиваются как техники самозащиты от нападающего человека, против вооруженного или нескольких противников, так и техники нападения. Существует несколько видов и стилей этого боевого искусства. При нападении сила противника направляется в нужном направлении, и затем проводится пересекающая контратака. Основа хапкидо — это техники управления силой, как своей, так и противника.
Помимо техники без использования оружия, в хапкидо также изучают техники с использованием различных видов оружия. К базовым видам оружия хапкидо относятся — нож, меч, короткая палка, шест, клюка. Помимо базового оружия, каждая из школ использует также и другие виды, характерные для конкретной школы.
Дыхательные и медитативные техники могут различаться как по технике исполнения, так и по роли их в тренировочном процессе. Например, стиль KHF (Сан Му) чаще всего отрицает медитацию, поскольку считается, что медитативные практики ближе к людям, практикующим духовный образ жизни, например, буддийским монахам. Более поздний Син Му развивает своё направление, предложенное создателем Син Му грандмастером Чи Ханджэ уже с изобилием медитативных практик.
Философской основой техники хапкидо Син Му (основанной Чи Ханджэ) является теория «ю» (вода), «вон» (круг), «хва» (гармония). В соответствии с теорией «ю-вон-хва» вся техника должна выполняться в равномерном непрерывном движении (ю), техника должна выполняться по круговой траектории с различной амплитудой (вон), техника должна выполняться в соответствии с принципами целесообразности в данной конкретной ситуации (хва).
Основателем хапкидо считают корейского мастера Чхве Ён Суля, который был продолжительное время одним из успешных учеников японского мастера айки-дзюцу Дайто Рю Сокаку Такэды. После возвращения мастера Чхве на родину в Корею он начал преподавать свою систему, представлявшую синтез айки-дзюцу Дайто-рю с традиционными корейскими приёмами боя ногами (субак). Первые варианты этой системы мастер Чхве называл «ю-квон-суль», потом «хо-син-суль», ещё позже «би-суль», пока не остановился в 1948 (по другим данным — в 1959) году на окончательном варианте «хапкидо». Формирование хапкидо в том виде, которое оно дошло до нас, проводили ученики мастера Чхве. Они добавили в этот стиль те техники, которых не было в айки дзюцу Дайто-рю: корейские традиционно сильные техники ударов ногами, техники со специфичным для корейских боевых искусств оружием и многое другое.
Само название также было предложено одним из учеников мастера Чхве — Чи Ханджэ. Известный историк в области корейских боевых искусств доктор Ким Хиён сказал про распространение хапкидо следующее: «Мастер Чхве зажёг спичку, а мастер Чи Ханджэ зажёг этой спичкой костёр». Сегодня мастер Чи Ханджэ (10 дан) возглавляет созданный им стиль хапкидо — Синму хапкидо. Также многое внес в хапкидо создатель новой методики обучения — ханкидо, мастер Мён Джэнам.
Самая крупная федерация хапкидо — это Корейская Федерация Хапкидо (англ. The Korean Hapkido Federation) — KHF, она же считается первой федерацией хапкидо, созданной в Корее. Практики этого стиля пропагандируют и практикуют традиционный жёсткий стиль, сохраняя все традиции корейских боевых искусств. Штаб-квартира федерации находится в Сеуле, Республика Корея. Вторая крупная организация — Международная Федерация Хапкидо (англ. International Hapkido Federation) — IHF, является самым ярким представителем мягкого направления хапкидо. Внешне техника этого направления практически идентична традиционному Айкидо. Но только внешне, внутреннее содержание впитало в себя ряд традиционных корейских традиций, в том числе и национальные корейские танцы. Следом за ней идет Глобальная (Всеобщая) Федерация Хапкидо (англ. Global Hapkido Federation) — GHF, охватывающая весь мир.
Степень освоения хапкидо делится по уровням. Ученические уровни называются кып (кор. 급). Мастерские степени называются тан (кор. 단). Количество кып в каждой из школ хапкидо различно, как и отличаются цвета ученических поясов. Мастерские степени начинаются с 1 тана, как первая ступень мастерства, и завершаются 9 таном. 10-й тан присваивается основателю стиля (школы). Считается, что первым обладателем 10-го тана был сам основатель системы, Чхве Ён Суль. После его смерти в 1986 году некоторые из бывших учеников Чхве, основавшие свои собственные организации, присвоили себе ранг 10-го тана. Другие же оставили за собой честно заработанные восьмые и девятые таны.
Форма для занятий хапкидо по-корейски называется тобок (кор. 도복). В некоторых школах хапкидо это название переводят как  путь (то) + одежда (бок) — «одежда для следования по Пути».

## Стили и организации хапкидо
Обычно хапкидо делится на два стиля, условно называемые жёсткий и мягкий, родоначальниками которых признано считать двух учеников Грандмастера Чхве Ён Суля — Чи Ханджэ и Мён Джэнама.
Сегодня в мире существуют множество организаций так называемого жёсткого хапкидо. В основу стиля Синму хапкидо вошли техники хапкидо, которые Чи Ханджэ преподавал, проживая в Корее (Сан Му Хапкидо, сейчас KHF). Также добавлена развитая методика обучения управления «ки», которую он взял у даосских монахов.
Грандмастер Чи говорит, что техникам развития и увеличения энергии надо уделять не меньше времени, чем прикладным техникам хапкидо.
Само название стиля Синму состоит из нескольких слов, которые переводятся с корейского языка следующим образом: «син» — высший, «му» — боевое искусство, «хап» — объединение, «ки» — энергия ци, «до» — путь. Это можно перевести как «высшее боевое искусство пути объединения энергии».
Так называемое мягкое хапкидо грандмастера Мён Джэнама, практикуется в настоящее время такими корейскими федерациями хапкидо как: IHF (International Hapkido Federation), GHF (Global Hapkido Federation), AFWH (All Federation of World Hapkido). Данное направление хапкидо отличается большим количеством круговых движений и обязательной работой с энергией «ки». Основа этого стиля — 12 базовых движений, которые представляют собой 12 характерных приемов хапкидо, которые можно делать как отдельно, так и переходя из одного в другое.
В противовес прояпонскому названию — хапкидо, ГМ Мён создал новое название для своего стиля — хангидо (как говорят в Корее) или ханкидо (как произносят в Европе и Америке). «Хан» имеет несколько значений — «высшее», «корейское», «первое». И всё вместе может быть переведено как «высшее корейское искусство управления энергией».
Хапкидо GHF было создано из федерации соревновательного хапкидо WHGF, созданной по поручению грандмастера Мён Джэнама его учеником и двоюродным братом, бывшим генеральным секретарём IHF — грандмастером Хан Джунду.
На Украине Хапкидо-Ханкидо представлено AFWH (All Federation of World Hapkido, г. Сеул) Игорем Гамбаровым. В Европе её представляет ГМ Со Мёнсу, друг и сподвижник ГМ Мён Джэнама, занимавший при жизни основателя стиля пост вице-президента IHF, был доверенным лицом в делах Мён Джэнама в Европе. ГМ Со Мёнсу на данный момент является куратором Межрегионального центра Хапкидо-Ханкидо Украины (г. Днепропетровск)

### Наиболее крупные мировые организации хапкидо
- Korea Hapkido Federation — Корейская Федерация Хапкидо (основатель — грандмастер Чи Ханджэ (недоступная ссылка)).
- Korean Traditional Hapkido Federation — Корейская Федерация Традиционного Хапкидо — (Основатель и президент — грандмастер Ким Чхильёнъ)
- Hapkidowon — World Hapkido Headquarters Хапкидовон — Всемирная штаб Хапкидо — (основатель — грандмастер Мён Хонсик)
- Global Hapkido Federation — Глобальная (Всеобщая) Федерация Хапкидо (основатель и президент — грандмастер Хан Джунду (недоступная ссылка))
- International Hapkido Federation — Международная Федерация Хапкидо-Ханкидо (основатель — грандмастер Мён Джэнам (недоступная ссылка))
- World Sinmoo Hapkido Federation — Всемирная Федерация Синму Хапкидо (основатель и президент грандмастер Чи Ханджэ)
- World Hapkido Federation — Всемирная Федерация Хапкидо (основатель — грандмастер Мён Квансик)
- World Hapkido Association — Всемирная Ассоциация Хапкидо (президент — Грандмастер Хван Инсик)

## Техники
- Техника рук (квон суль, хон син суль)
- Техника ног (паль чаги, юк суль)
- Техника страховки при падении (нак боп)
- Техника в Син Му Хапкидо
- Дыхательные упражнения;
- Дыхание танджон хохып (단전호흡) в GHF Хапкидо
- Дыхание танджон в Син Му Хапкидо
- Медитация в Син Му Хапкидо
- Базовые (기본) перемещения;
- Три базовых принципа GHF Хапкидо: 1-전환법 — чонхвонбоп, 2-역류법 — ионрюбоп, 3-심화법 — симхвабоп
- Обращение с оружием (понъ, ком…)
- Син Му Хапкидо